# برت گرابش
برت گرابش (آلمانی: Bert Grabsch؛ زادهٔ ۱۹ ژوئن ۱۹۷۵) دوچرخه‌سوار اهل آلمان است.
وی در مسابقات بین‌المللی در مجموع برندهٔ ۱ مدال طلا شده‌است.